# Clemens Geiger
Clemens Geiger CCPS, auch Clemente Geiger, geboren als Klement Geiger, (* 27. Januar 1900 in Fechsen bei Leuterschach, Bayern; † 14. Juni 1995 in Rankweil, Vorarlberg) war ein römisch-katholischer Missionsbischof in Xingu, Brasilien.

## Leben
Clemens Geiger trat der Ordensgemeinschaft der Missionare vom Kostbaren Blut im Mutterhaus Feldkirch in Vorarlberg bei. Nach seiner theologischen und philosophischen Ausbildung in Feldkirch, Rom und Klagenfurt wurde er am 29. Januar 1930 zum Priester geweiht. 1935 löste er den erst kurz zuvor eingesetzten Armando Bahlmann OFM als Apostolischen Administrator der neuen Territorialprälatur Xingu in Brasilien ab. Am 17. Januar 1948 wurde Clemens Geiger durch Papst Pius XII. zum Titularbischof von Olena ernannt und zum ersten Bischofsprälaten von Xingu ernannt. Die Bischofsweihe am 19. Mai 1948 spendete ihm in Cincinnati, Ohio, USA, sein Ordensbruder Joseph Mary Marling CCPS, Weihbischof in Kansas City, USA; Mitkonsekratoren waren Henry Joseph Grimmelsman, Bischof von Evansville, USA, und Anthony John King Mussio, Bischof von Steubenville, USA.
Seinem Rücktrittsgesuch wurde am 26. April 1971 durch Papst Paul VI. stattgegeben. Er starb als Ruhestandsbischof im Kloster der Missionare vom Kostbaren Blut in Rankweil im Vorarlberg und wurde im Ordenskloster in Kufstein beigesetzt.